# 웹툰을 원작으로 한 텔레비전 드라마 목록
다음은 웹툰을 원작으로 삼은 드라마의 작품 목록이다.

## 지상파
| 방송기간 | 제목                                       | 방송국     | 원작                                       | 비고   |
| -------- | ------------------------------------------ | ---------- | ------------------------------------------ | ------ |
| 2025년   | 바니와 오빠들                              | MBC        | 니은의 〈바니와 오빠들〉                   |        |
| 2024년   | 완벽한 가족                                | KBS2       | 냥빠/주은의 《완벽한 가족》                |        |
| 2024년   | 함부로 대해줘                              | KBS2       | 선우의 《함부로 대해줘》                   |        |
| 2024년   | 멱살 한번 잡힙시다                         | KBS2       | 뉴럭이의 《오아뉴-멱살 한번 잡힙시다》     |        |
| 2024년   | 환상연가                                   | KBS2       | 반지운의 《환상연가》                      |        |
| 2023년   | 오늘도 사랑스럽개                          | MBC        | 이혜의 《오늘도 사랑스럽개》               |        |
| 2023년   | 국민사형투표                               | SBS        | 엄세윤, 정이품의 《국민사형투표》          |        |
| 2023년   | 조선변호사                                 | MBC        | 정작가, 심군의 «조선변호사»                |        |
| 2023년   | 모범택시 2                                 | SBS        | 까를로스 & 크크재진의 《모범택시》         |        |
| 2022년   | 금혼령                                     | MBC        | 천지혜의 《조선혼인금지령 금혼령》         |        |
| 2022년   | 금수저                                     | MBC        | HD3의 《금수저》                           |        |
| 2022년   | 징크스의 연인                              | KBS2       | 한지혜, 구슬의 《징크스의 연인》           |        |
| 2022년   | 내일                                       | MBC        | 라마의 《내일》                            |        |
| 2022년   | 사내맞선                                   | SBS        | 해화 《사내 맞선》                         |        |
| 2021년   | 그 해 우리는                               | SBS        | 한경찰 《드라마원작 -> 웹툰제작》          | 첫시도 |
| 2021년   | 연모                                       | KBS2       | 이소영의 만화 《연모》                     |        |
| 2021년   | 멀리서 보면 푸른 봄                        | KBS2       | 지늉의 《멀리서 보면 푸른 봄》             |        |
| 2021년   | 이미테이션                                 | KBS2       | 박경란의 카카오페이지《이미테이션》        |        |
| 2021년   | 모범택시                                   | SBS        | 까를로스 & 크크재진의 《모범택시》         |        |
| 2020년   | 편의점 샛별이                              | SBS        | 활화산 & 스기키 하루미의 《편의점 샛별이》 |        |
| 2020년   | 저녁 같이 드실래요?                        | MBC        | 박시인의 《저녁 같이 드실래요?》           |        |
| 2020년   | 계약우정                                   | KBS2       | 권라드의 《계약우정》                      |        |
| 2020년   | 어서와                                     | KBS2       | 고아라의 《어서와》                        |        |
| 2019년   | 어쩌다 발견한 하루                         | MBC        | 무류의 《어쩌다 발견한 7월》               |        |
| 2019년   | 조선로코 - 녹두전                          | KBS2       | 혜진양의《녹두전》                         |        |
| 2019년   | 아이템                                     | MBC        | 민형 & 김준석의《아이템》                  |        |
| 2019년   | 동네변호사 조들호 2                        | KBS2       | 해츨링의《동네변호사 조들호》              |        |
| 2018년   | 죽어도 좋아                                | KBS2       | 골드키위새의 《죽어도 좋아》               |        |
| 2018년   | 당신의 하우스헬퍼                          | KBS2       | 승정연의 《당신의 하우스헬퍼》             |        |
| 2018년   | KBS 드라마 스페셜 - 참치와 돌고래          | KBS2       | 이힝의 《참치와 돌고래》                   | 단막극 |
| 2017년   | 고백부부                                   | KBS2       | 미티 & 구구의 《한번 더 해요》             |        |
| 2016년   | 마음의 소리                                | KBS2       | 조석의 《마음의소리》                      |        |
| 2016년   | 우리집에 사는 남자                         | KBS2       | 유현숙의 《우리집에 사는 남자》            |        |
| 2016년   | 운빨로맨스                                 | MBC        | 김달님의 《운빨로맨스》                    |        |
| 2016년   | 동네변호사 조들호                          | KBS2       | 해츨링의 《동네변호사 조들호》             |        |
| 2015년   | 오렌지 마말레이드                          | KBS2       | 석우의 《오렌지 마말레이드》               |        |
| 2015년   | 냄새를 보는 소녀                           | SBS        | 만취(서수경)의 《냄새를 보는 소녀》        |        |
| 2015년   | 하이드 지킬, 나                            | SBS        | 이충호의 《지킬박사는 하이드씨!》          |        |
| 2013년   | 사춘기 메들리                              | KBS2       | 곽인근의 «사춘기 메들리»                   |        |
| 2012년   | 가족사진                                   | SBS        | 정병식의 «가족사진»                        |        |
| 2012년   | 그대를 사랑합니다                          | SBS 플러스 | 강풀의 «그대를 사랑합니다»                 |        |
| 2010년   | 매리는 외박중                              | KBS2       | 원수연의 《매리는 외박중》                 |        |
| 2010년   | KBS 드라마 스페셜 - 아리동 라스트 카우보이 | KBS2       | 제피가루의 《아리동 라스트 카우보이》      | 단막극 |
| 2006년   | 궁                                         | KBS2       | 박소희의 《궁》                            |        |

## 종합편성채널
| 방송기간 | 제목                   | 방송국           | 원작                                          | 비고                                |
| -------- | ---------------------- | ---------------- | --------------------------------------------- | ----------------------------------- |
| 2026년   | 미혼남녀의 효율적 만남 | JTBC             | 타리의 네이버 웹툰 〈미혼남녀의 효율적 만남〉 |                                     |
| 2025년   | 마녀                   | 채널A,라이프타임 | 강풀의 카카오웹툰 〈마녀〉                    |                                     |
| 2025년   | 찌질의 역사            | TV조선           | 김풍, 심윤수의 《찌질의 역사》                | 뮤지컬                              |
| 2024년   | 새벽 2시의 신데렐라    | 채널A            | 아이고메 웹소설 《새벽 두 시의 신데렐라》     | 산차 웹툰 《새벽 두 시의 신데렐라》 |
| 2024년   | 놀아주는 여자          | JTBC             | 박수정의 네이버 시리즈 웹소설 <놀아주는 여자> | 16부작                              |
| 2023년   | 신성한, 이혼           | JTBC             | 강태경의 《신성한, 이혼》                     |                                     |
| 2022년   | 재벌집 막내아들        | JTBC             | 산경의 «재벌집 막내아들»                      |                                     |
| 2021년   | 알고 있지만,           | JTBC             | 정서의 《알고 있지만》                        |                                     |
| 2020년   | 쌍갑포차               | JTBC             | 배혜수의 《쌍갑포차》                         |                                     |
| 2020년   | 이태원 클라쓰          | JTBC             | 광진의《이태원 클라쓰》                       |                                     |
| 2018년   | 내 아이디는 강남미인   | JTBC             | 기맹기의《내 ID는 강남미인!》                 |                                     |
| 2018년   | 일단 뜨겁게 청소하라   | JTBC             | 앵고의《일단 뜨겁게 청소하라》                |                                     |
| 2018년   | 탁구공                 | JTBC             | 조금산의 《탁구공》                           |                                     |
| 2015년   | 라스트                 | JTBC             | 강형규의《라스트》                            |                                     |
| 2015년   | 송곳                   | JTBC             | 최규석의《송곳》                              |                                     |

## CJ ENM
| 방송기간 | 제목                         | 방송국 | 원작                                    | 비고                 |
| -------- | ---------------------------- | ------ | --------------------------------------- | -------------------- |
| 2025년   | 블랙솔트드래곤               | TVN    |                                         |                      |
| 2025년   | 친애하는 X                   | Tving  | 반지운의 《친애하는 X》                 | 2024년 촬영중/12부작 |
| 2025년   | 견우와 선녀                  | TVN    | 안수민의 네이버 웹툰 《견우와 선녀》    | 6월 23일 예정        |
| 2025년   | 샤크: 더 스톰                | Tving  | 운(雲), 김우섭의 웹툰 《샤크》          | 2022년 촬영완료      |
| 2025년   | 그놈은 흑염룡                | TVN    | 혜진양의 네이버 웹툰 《그놈은 흑염룡》  |                      |
| 2025년   | 스터디그룹                   | TVING  | 신형욱, 유승연의 《스터디그룹》         |                      |
| 2024년   | 정년이                       | TVN    | 서이레, 나몬의 《정년이》               |                      |
| 2024년   | 우연일까?                    | TVN    | 남지은, 김인호의《우연일까?》           |                      |
| 2024년   | 내 남편과 결혼해줘           | TVN    | 성소작의 «내 남편과 결혼해줘»           |                      |
| 2024년   | 피라미드 게임                | TVING  | 달꼬냑의 «피라미드 게임»                |                      |
| 2023년   | 이재, 곧 죽습니다            | TVING  | 이원식/꿀찬의 《이제 곧 죽습니다》      |                      |
| 2023년   | 운수 오진 날                 | TVING  | 아포리아의 네이버 웹툰 《운수 오진 날》 |                      |
| 2023년   | 플레이, 플리                 | TVING  | 이에프의 《플레이, 플리》               |                      |
| 2023년   | 경이로운 소문 2: 카운터 펀치 | tvN    | 장이의 《경이로운 소문》                |                      |
| 2023년   | 방과 후 전쟁활동             | TVING  | 하일권의 《방과 후 전쟁활동》           |                      |
| 2023년   | 이번 생도 잘 부탁해          | tvN    | 이혜의 《이번 생도 잘 부탁해》          |                      |
| 2022년   | 아일랜드                     | TVING  | 윤인완/양경일, 만화 《아일랜드》        |                      |
| 2022년   | 술꾼도시여자들 2             | TVING  | 미깡의 웹툰, 《술꾼도시처녀들》         |                      |
| 2022년   | 유미의 세포들 시즌2          | TVING  | 이동건의 웹툰 《유미의 세포들》         |                      |
| 2022년   | 우월한 하루                  | OCN    | 팀 겟네임의 《우월한 하루》             |                      |
| 2022년   | 내과 박원장                  | TVING  | 장봉수의《내과 박원장》                 |                      |
| 2021년   | 백수세끼                     | TVING  | 치즈의 웹툰, 《백수세끼》               |                      |
| 2021년   | 술꾼도시여자들               | TVING  | 미깡의 웹툰, 《술꾼도시처녀들》         |                      |
| 2021년   | 유미의 세포들                | TVING  | 이동건의 웹툰 《유미의 세포들》         | 네이버               |
| 2021년   | 간 떨어지는 동거             | tvN    | 나의 웹툰, 《간 떨어지는 동거》         | 네이버               |
| 2021년   | 나빌레라                     | tvN    | Hun의 《나빌레라》                      | 다음                 |
| 2020년   | 여신강림                     | TVN    | 야옹이의 웹툰《여신강림》               | 네이버               |
| 2020년   | 경이로운 소문                | OCN    | 장이의 웹툰, 《경이로운 소문》          |                      |
| 2020년   | 루갈                         | OCN    | 릴매 (Rel.mae)의 웹툰, 《루갈》         |                      |
| 2020년   | 메모리스트                   | tvN    | 재후의 웹툰, 《메모리스트》             |                      |
| 2019년   | 쌉니다 천리마마트            | tvN    | 김규삼의 웹툰, 《쌉니다 천리마마트》    |                      |
| 2019년   | 타인은 지옥이다              | OCN    | 김용키의 웹툰, 《타인은 지옥이다》      |                      |
| 2018년   | 계룡선녀전                   | tvN    | 돌배의 웹툰,《계룡선녀전》              |                      |
| 2018년   | 애간장                       | OCN    | 김희란, 김병관《애간장》                |                      |
| 2018년   | 은주의 방                    | Olive  | 노란구미의 《은주의 방》                |                      |
| 2018년   | 톱스타 유백이                | tvN    | 미소의 웹툰, 《파라다이스》             | 모티브 원작          |
| 2017년   | 구해줘                       | OCN    | 조금산의 웹툰, 《세상 밖으로》          |                      |
| 2017년   | 멜로홀릭                     | OCN    | 팀겟네임 《멜로홀릭》                   |                      |
| 2017년   | 부암동 복수자들              | tvN    | 사자토끼의 , 《부암동 복수자 소셜클럽》 |                      |
| 2016년   | 싸우자 귀신아                | tvN    | 임인스《싸우자 귀신아》                 |                      |
| 2016년   | 치즈인더트랩                 | tvN    | 순끼의 웹툰, 《치즈인더트랩》           |                      |
| 2015년   | 슈퍼대디 열                  | tvN    | 이상훈, 진효미의 《슈퍼대디 열》        |                      |
| 2015년   | 호구의 사랑                  | tvN    | 유현숙의 웹툰 《호구의 사랑》           |                      |
| 2014년   | 닥터 프로스트                | OCN    | 이종범의《닥터 프로스트》               |                      |
| 2014년   | 미생                         | tvN    | 윤태호의 《미생》                       |                      |
| 2013년   | 이웃집 꽃미남                | tvN    | 유현숙의《나는 매일 그를 훔쳐본다》     |                      |
| 2012년   | 닥치고 꽃미남 밴드           | tvN    | 최예지의《닥치고 꽃미남 밴드》          |                      |

## 넷플릭스
| 방송기간 | 제목                     | 방송국  | 원작                                                  | 비고                     |
| -------- | ------------------------ | ------- | ----------------------------------------------------- | ------------------------ |
|          | 들쥐                     |         | 루드비코의 카카오웹툰 〈들쥐〉                        |                          |
| 2026년   | 참교육                   |         | 채용택, 한가람의 《참교육》                           | 촬영중                   |
| 2025년   | 캐셔로                   | Netflix | team befar의 카카오 웹툰 〈캐셔로〉                   | 예정                     |
| 2025년   | 광장                     | Netflix | 오세형, 김균태의 《광장》                             | 6월 예정/8부작           |
| 2025년   | 약한영웅 Cass2           | Netflix | 서패스·김진석의 네이버 웹툰 《약한영웅》              |                          |
| 2025년   | 중증외상센터             | Netflix | 〈중증외상센터 : 골든 아워〉                          | 한산이가의 네이버 웹소설 |
| 2024년   | 지옥 시즌2               | Netflix | 연상호, 최규석의 《지옥》                             |                          |
| 2024년   | The 8 Show               | Netflix | 배진수의 《머니게임》&«파이게임»                      |                          |
| 2024년   | 닭강정                   | Netflix | 박지독의 《닭강정》                                   |                          |
| 2024년   | 선산                     | Netflix | 강태경, 조눈, 리도, 연상호, 민홍남, 황은영 의《선산》 |                          |
| 2023년   | 정신병동에도 아침이 와요 | Netflix | 이라하의《정신병동에도 아침이 와요》                  |                          |
| 2023년   | 이두나!                  | Netflix | 민송아의 《이두나!》                                  |                          |
| 2023년   | 사냥개들                 | Netflix | 정찬의 《사냥개들》                                   |                          |
| 2023년   | 살인자ㅇ난감             | Netflix | 노마비, 꼬마비의 《살인자ㅇ난감》                     |                          |
| 2023년   | 마스크걸                 | Netflix | 매미, 희세의 《마스크걸》                             |                          |
| 2023년   | 택배기사                 | Netflix | 이윤균의《택배기사》                                  |                          |
| 2022년   | 안나라수마나라           | Netflix | 하일권의 《안나라수마나라》                           |                          |
| 2022년   | 지금 우리 학교는         | Netflix | 주동근의《지금 우리 학교는》                          |                          |
| 2021년   | 지옥                     | Netflix | 연상호의《지옥: 두 개의 삶》                          |                          |
| 2021년   | D.P                      | Netflix | 레진 김보통의 《D.P 개의 날》                         |                          |
| 2020년   | 스위트홈                 | Netflix | 김칸비 , 황영찬 《스위트홈》                          | 네이버                   |
| 2019년   | 좋아하면 울리는          | Netflix | 천계영의 《좋아하면 울리는》                          | 다음                     |
| 2019년   | 킹덤                     | Netflix | 김은희, 윤인완 《신의 나라》                          |                          |
| 2018년   | 마음의 소리 리부트       | Netflix | 조석의 《마음의소리》                                 |                          |

## 기타채널
| 방송기간 | 제목                                           | 방송국          | 원작                                    | 비고              |
| -------- | ---------------------------------------------- | --------------- | --------------------------------------- | ----------------- |
| 2026년   | 재혼 황후                                      | 디즈니+         | 알파타르트, 숨풀의 《재혼 황후》        | 2025년 촬영 예정  |
| 2026년   | 현혹                                           | 디즈니+         | 홍작가의 네이버 웹툰 《현혹》           | 촬영중            |
| 예정     | 무빙 시즌2                                     | 디즈니+         | 강풀의 《무빙》                         |                   |
| 2025년   | 아이쇼핑                                       | ENA             | 엄세윤/류가명의 카카오웹툰 《아이쇼핑》 |                   |
| 2025년   | 파인: 촌뜨기들                                 | 디즈니+         | 윤태호 〈파인〉                         | 촬영완료          |
| TBA      | 하이브                                         | 디즈니+         | 김규삼의 «하이브»                       | 6부작 제작중단    |
| TBA      | 우리 오빠는 아이돌                             | iQiyi           | 성은의 《우리 오빠는 아이돌》           |                   |
| 2023년   | 조명가게                                       | 디즈니+         | 강풀의 «조명가게»                       |                   |
| 2023년   | 남남                                           | ENA, Genie TV   | 정영롱의 «남남»                         |                   |
| 2023년   | 낮에 뜨는 달                                   | ENA             | 혜윰의 《낮에 뜨는 달》                 |                   |
| 2023년   | 비질란테                                       | 디즈니+         | CRG , 김규삼의 《비질란테》             |                   |
| 2023년   | 무빙                                           | 디즈니+         | 강풀의 《무빙》                         |                   |
| 2022년   | 사막의 왕                                      | 왓챠            | 김보통                                  |                   |
| 2022년   | 이상한 변호사 우영우 시즌1                     | ENA             | 《드라마원작 -> 웹툰제작》              | 2024년 시즌2 예정 |
| 2022년   | 사장님을 장금해제                              | ENA             | 박성현의《사장님을 잠금해제》           |                   |
| 2022년   | 아무것도 하고 싶지 않아                        | ENA             | 주영현«아무것도 하고 싶지 않아»         |                   |
| 2022년   | 가우스전자                                     | ENA, Seezn      | 곽백수의 《가우스전자》                 |                   |
| 2022년   | 키스 식스 센스                                 | 디즈니+, 핫스타 | 갓녀&조코봉의 《키스 식스 센스》        |                   |
| 2021년   | 크라임 퍼즐                                    | Seezn           | Meen의 북큐브 웹툰 《크라임 퍼즐》      |                   |
| 2021년   | 가시리잇고                                     | Seezn           | 라희, 박선재 《가시리잇》               |                   |
| 2019년   | 너를 싫어하는 방법                             | JTBC4           | 백일수 《너를 싫어하는 방법》           |                   |
| 2016년   | 꽃가족                                         | MBC every1      | 이상신·국중록의 웹툰 꽃가족             |                   |
| 2016년   | 웹툰히어로 툰드라쇼 시즌2- 조선왕조실톡 시즌2  | MBC every1      | 무적핑크《조선왕조실톡》                |                   |
| 2016년   | 웹툰히어로 툰드라쇼 시즌2- 꽃가족              | MBC every1      | 이상신, 국중록 《꽃가족》               |                   |
| 2015년   | 웹툰히어로 툰드라쇼 시즌1- 조선왕조실톡        | MBC every1      | 무적핑크《조선왕조실톡》                |                   |
| 2015년   | 웹툰히어로 툰드라쇼 시즌1- 청순한가족          | MBC every1      | 《청순한가족》                          |                   |
| 2015년   | 웹툰히어로 툰드라쇼 시즌1- 내남자는 육아도우미 | MBC every1      | 김재한 《내남자는 육아도우미》          |                   |
| 2014년   | 여자만화 구두                                  | SBS Plus        | 박윤영의 «여자만화 구두»                |                   |
| 2012년   | 그대를 사랑합니다                              | SBS Plus        | 강풀 《그대를 사랑합니다》              |                   |

## 웹드라마
| 방송기간 | 제목                          | 방송국              | 원작                                               | 비고       |
| -------- | ----------------------------- | ------------------- | -------------------------------------------------- | ---------- |
| 2025년   | S라인                         | WAVVE               | 꼬마비의 네이버웹툰 《S라인》                      | 6부작      |
| 2025년   | 원: 하이스쿨 히어로즈         | WAVVE               | 이은재 〈ONE〉                                     |            |
| 2025년   | 2반 이희수                    | 헤븐리              | 릴리의 《2반 이희수》                              |            |
| 2025년   | 선의의 경쟁                   | U+모바일tv          | 송채윤, 심재영의 네이버 웹툰 《선의의 경쟁》       |            |
| TBA      | 귀왕                          | WAVVE               | 조눈의 《귀왕》                                    |            |
| 2024년   | 종합광고대행사 찌찌: 창업편   | WAVVE               | 강혜지의《정육점 2층 사무실》                      |            |
| 2024년   | 고백을 못하고                 | Heavenly            | 석영 《고백을 못하고》                             |            |
| 2023년   | 운수 오진 날                  | TVING               | 아포리아의 《운수 오진 날》                        |            |
| 2023년   | 거래                          | WAVVE               | 우남20의 《거래》                                  |            |
| 2023년   | 트랙터는 사랑을 싣고          | 헤븐리              | 앵몬, 흠념뇸의 《트랙터는 사랑을 싣고》            |            |
| 미정     | 빌린 몸                       |                     | 박세계의《빌린 몸》                                | 15부작     |
| 2022년   | 오! 나의 어시님               | 봄툰, 헤븐리        | 앵몬, 밀라의 《오 나의 어시님》                    |            |
| 2022년   | 약한영웅 Class 1              | WAVVE               | 김진석의 《약한영웅》                              |            |
| 2022년   | 청춘 블라썸                   | WAVVE               | 홍덕, NEMONE의 《청춘 블라썸》                     |            |
| 2021년   | 그녀의 버킷리스트             | 카카오TV            | 황양, 솦의 《그녀의 버킷리스트》                   |            |
| 2021년   | 러브 앤 위시                  | 카카오TV            | 이네 의 《러브 앤 위시》                           |            |
| 2021년   | 펌킨타임                      | 카카오TV            | 개다래의 《펌킨타임》                              |            |
| 2021년   | 그림자미녀                    | 카카오TV            | 아흠의 《그림자미녀》                              |            |
| 2021년   | 아직 낫서른                   | 카카오TV            | 다음웹툰 혜원의《85년생》                          |            |
| 2021년   | 그래서 나는 안티팬과 결혼했다 | 네이버TV            | 재림의 네이버웹툰《그래서 나는 안티팬과 결혼했다》 |            |
| 2020년   | 며느라기                      | 카카오TV            | 수신지의 《며느라기》                              |            |
| 2020년   | 소녀의 세계                   | 네이버TV            | 모랑지의 《소녀의 세계》                           |            |
| 2020년   | 또 한번 엔딩                  | 유튜브              | 네이버웹툰 타리의                                  |            |
| 2020년   | 만찢남녀                      | 유튜브              | 님니의 《만찢남녀》                                |            |
| 2019년   | 목숨값                        | 네이버TV            | JH&NONG 《목숨》                                   |            |
| 2018년   | 독고 리와인드                 | wavve, 카카오페이지 | Meen, 백승훈 《독고 리와인드》                     |            |
| 2017년   | 오늘도 형제는 평화롭다        | 네이버TV            | GIMS의 《오늘도 형제는 평화롭다》                  |            |
| 2017년   | 썸남                          | 네이버TV            | 배철완의 《썸남》                                  |            |
| 2017년   | 손의 흔적                     | 네이버TV            | 유성연 《손의 흔적》                               |            |
| 2016년   | 통 메모리즈                   | 다음 tv팟           | Meen, 백승훈 《통》                                |            |
| 2016년   | 질풍기획                      | 네이버TV            | 이현민의《질풍기획》                               |            |
| 2016년   | 게임회사 여직원들             | 네이버TV            | 마시멜의《게임회사 여직원들》                      |            |
| 2015년   | 아부쟁이 얍!                  | 네이버TV            | 이익수 《아부쟁》                                  |            |
| 2015년   | 먹는 존재                     | 네이버TV            | 들개이빨 《먹는존》                                |            |
| 2015년   | 도대체 무슨 일이야?           | 다음 tv팟           | 유니 UNI 《도대체 무슨 일이야》                    |            |
| 2015년   | 연애세포 시즌 2               | 네이버TV            | 김명현의 《연애세포》                              |            |
| 2015년   | 우리 헤어졌어요               | 네이버TV            | 류채린의 《우리 헤어졌어요》                       |            |
| 2015년   | 프린스의 왕자                 | TV캐스트            | 재아, SE 《프린스의 왕》                           | 슈퍼스트링 |
| 2014년   | 연애세포 시즌 1               | 네이버TV            | 김명현의《연애세포》                               |            |
| 2014년   | 후유증                        | 네이버TV            | 김선권의 《후유증》                                |            |
| 2014년   | 사이: 여우비 내리다           | 네이버TV            | 박수봉의 《사이》                                  |            |

## 방송사 미정인 방송예정작품
| 방송기간 | 제목               | 방송국   | 원작                                      | 비고                          |
| -------- | ------------------ | -------- | ----------------------------------------- | ----------------------------- |
| 2025년   | 캐셔로             | 넷플릭스 | team befar의 카카오 웹툰 〈캐셔로〉       | 10월 예정                     |
| 2025년   | 돼지우리           | 미정     | 김칸비, 천범식의 네이버 웹툰 《돼지우리》 | 촬영완료                      |
| 2025년   | 유쾌한 왕따        | 미정     | 김숭늉 - 《유쾌한 왕따》                  | 극본 : 김보통 10부작/촬영완료 |
| 2024년   | 스피릿 핑거스      | 미정     | 한경찰의 «스피릿 핑거스»                  | 12부작/촬영완료               |
| 2024년   | 연의 편지          | 미정     | 조현아의 《연의 편지》                    | 애니메이션                    |
| 2024년   | 궁 리부트          |          | 박소희의 《궁》                           | 2006년 드라마 «궁» 리메이크   |
| 불투명   | 아쿠아맨           | 카카오TV | 맥퀸스튜디오의 «아쿠아맨»                 | 12부작/촬영완료               |
| 예정     | 고래별             | 미정     | 나윤희의《고래별》                        | 12부작                        |
| 예정     | 1초                | 미정     | 시니, 광운의 «1초»                        |                               |
| 예정     | 상중하             | 미정     | 한(恨)의 《상중하》                       |                               |
| 예정     | 박살소녀           |          | 이원식,민홍의 《박살소녀》                |                               |
| 예정     | 고인의 명복        | 미정     | 조주희 , 유노의 《고인의 명복》           |                               |
| 예정     | 아홉수 우리들      | 미정     | 수박양의 《아홉수 우리들》                |                               |
| 예정     | 당신의 모든 순간   | 미정     | 강풀 〈당신의 모든 순간〉                 |                               |
| TBA      | 상남자             | 미정     | 김태궁의 《상남자》                       | 원작:웹소설                   |
| 협의중   | 피에는 피          | 미정     | 연제원의 《피에는 피》                    | 영화                          |
| 협의중   | 나노리스트         | 미정     | 민송아의 《나노리스트》                   | 영화                          |
| 협의중   | 심연의 하늘        | 미정     | 윤인완,김선희의 《심연의 하늘》           | 슈퍼스트링                    |
| 협의중   | 대작               | 미정     | 범우의 《대작》                           |                               |
| 협의중   | 셀(CELL)           | 미정     | 강형규의《셀(CELL)》                      |                               |
| 협의중   | 하지점             | 미정     | YUJU의 《하지점》                         |                               |
| 협의중   | 셧업앤댄스         | 미정     | 이은재의 《셧업앤댄스》                   |                               |
| 협의중   | 맘마미안           | 미정     | 미티, 구구의 《맘마미안》                 |                               |
| 협의중   | 윈드브레이커       | 미정     | 조용석의 《윈드브레이커》                 |                               |
| 협의중   | 호러와 로맨스      | 미정     | 루시드의 《호러와 로맨스》                |                               |
| 협의중   | 신기록             | 미정     | 리율의 《신기록》                         |                               |
| 협의중   | 좋아하는 부분      | 미정     |                                           |                               |
| 협의중   | 호러전파상         | 미정     |                                           |                               |
| 협의중   | 운명을 보는 회사원 | 미정     |                                           |                               |
| 무산     | 연놈               | 미정     | 상하의 《연놈》                           |                               |

## 같이 보기편집
- 웹툰 목록
- 웹툰을 원작으로 한 텔레비전 드라마 목록
- 웹툰을 원작으로 삼은 영화 목록
- 소설을 원작으로 삼은 드라마 목록
- 소설을 원작으로 삼은 영화 목록